# 森繁対談・日曜日のお客様
『森繁対談・日曜日のお客様』（もりしげたいだん・にちようびのおきゃくさま）は、1982年（昭和57年）4月11日から9月26日までTBS系列局で放送されていたトーク番組。毎日放送（MBS）とオフィス・ヘンミの共同制作。放送時間は毎週日曜 14:00 - 14:30 （日本標準時）。全25回。

## 概要
森繁久彌が司会を務めていた番組で、彼が各界の著名人たちにインタビューするという形式で進行。森繁の出身地である大阪府内のテレビ局が製作した数少ないレギュラー番組である。
2015年7月1日から、日本映画専門チャンネルにて、全25回を33年ぶりに再放送している。また、2015年9月25日、TCエンタテインメントからDVDが発売された。

## 放送リスト

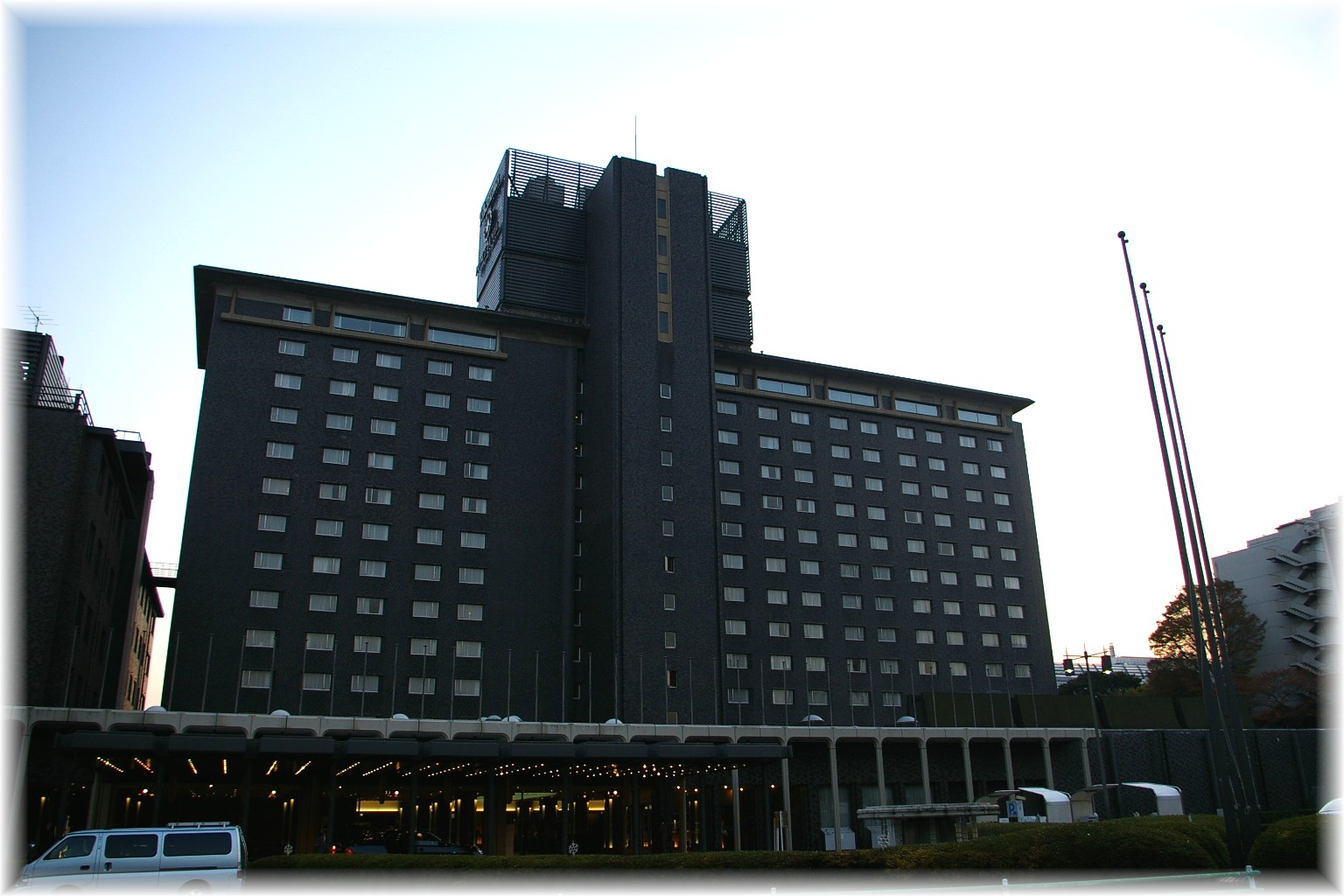
第2回と第20回放送のロケ地・高輪プリンスホテル（現：グランドプリンスホテル高輪）

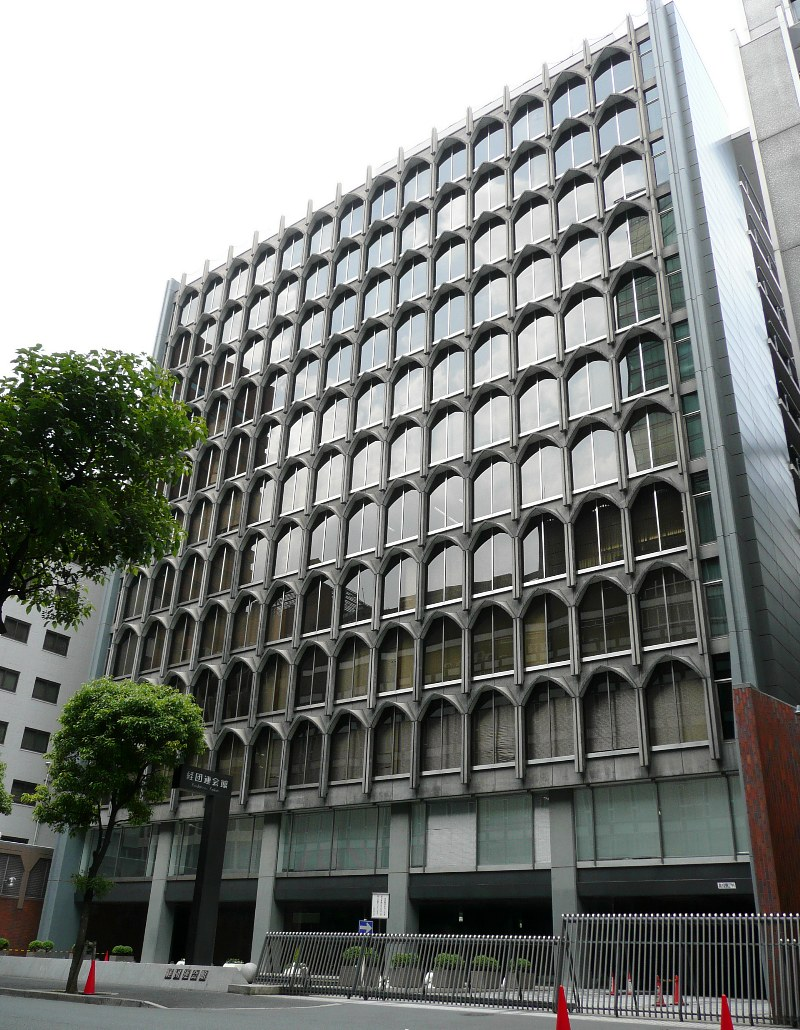
第12回放送のロケ地・（旧）経団連会館（2007年5月撮影）

### ゲスト
特筆するもの以外はスタジオ収録である。
1. 高倉健（東京・銀座ヨッティングクラブにて収録）
2. 黒柳徹子（東京・高輪プリンスホテルにて収録）
3. 金田正一、金田賢一（大阪・太閤園にて収録）
4. 井上靖（東京都内・井上靖邸にて収録）
5. 勝新太郎
6. 團伊玖磨
7. グラシェラ・スサーナ
8. 遠藤周作
9. 松山善三、高峰秀子
10. 小松左京（東京・レストラン「レンガ屋」にて収録）
11. 森光子
12. 土光敏夫（東京・経団連会館にて収録）
13. 神津善行、中村メイコ
14. 竹村健一
15. 大山康晴（東京・レストランアラスカにて収録）
16. 東野英治郎（東京・新高輪プリンスホテルにて収録）
17. 山田五十鈴（東京・赤坂の料亭「川崎」にて収録）
18. 開高健（開高所有のクルーザー「MAY KISS号」船上にて収録）
19. 杉村春子（東京・東京会館にて収録）
20. 松本清張（東京・高輪プリンスホテルにて収録）
21. 加藤唐九郎（東京・新高輪プリンスホテル「ポーセジュール」にて収録）
22. 見川鯛山（栃木県那須町・見川邸にて収録）
23. 藤井康男（東京・新宿「柿傳（古今サロン）」にて収録）
24. 吉永小百合（東京・新高輪プリンスホテル「うずしお」にて収録）
25. 千宗室（茶道裏千家15代・前家元、千玄室）（東京・新高輪プリンスホテル「茶室・秀明」及び中庭にて収録）

## スタッフ
- 企画：逸見稔
- プロデューサー：湯浅弘（毎日放送）、岡田裕介
- 演出：松下紳
- 音楽：大野雄二
- 編集：一戸鮎美
- 美術：石本富雄
- 家具提供：arflex
- 技術協力：東通
- 製作：毎日放送、オフィス・ヘンミ

## スポンサー
- 日本コカ・コーラ - 放送当時、森繁が同社のテレビCMに出演していた縁で実現した。番組中、回によっては特製のグラスに注がれたコカ・コーラが置かれ、それを森繁が美味しそうに飲む描写が見られた。